# Непал
Непал, официално Федеративна демократична република Непал (на непалски: सङ्घीय लोकतान्त्रिक गणतन्त्र नेपाल, Saṅghīya Lokatāntrik Gaṇatantra Nepāl), е държава в Южна Азия. Произходът на топонима Непал не е установен със сигурност, но според най-разпространената теория той идва от думите „не“ (свещен) и „пал“ (пещера). 
Граничи на север с Китайската народна република, а на юг, изток и запад - с Индия. Въпреки че Непал няма обща граница с Бангладеш, двете държави са разделени от тясна ивица земя, широка около 21 km. Правят се опити за превръщането ѝ в свободна търговска зона. Страната няма излаз на море и е разположен в близко съседство с Хималаите, като на границата между Непал и Китай се намира връх Еверест. Осем от десетте най-високи върха в света се намират на територията на Непал. 
Територията на Непал има формата на правоъгълник с дължина 650 km и ширина 200 km. Площта ѝ е 147 181 km².  Столица на държавата и най-голям град в Непал е Катманду - с население от около 1 003 285 души към 2011 г. (по други данни - 900 хил. души). 

## Природа
В Непал има 6 климатични области, които се изменят във височинен план. Тропичната и субтропичната области са със средна надморска височина под 1200 m. Умерената област е между 1200 и 2400 m, студената област е от 2400 до 3600 m, а субарктичната е от 3600 до 4400 m. Арктичната област започва на надморска височина 4400 m. В Непал има 5 сезона: лято, мусонен сезон, есен, зима и пролет. Хималаите служат за преграда на студените ветрове от Централна Азия през зимата и са северна граница на мусонните ветрове. Релефът на Непал е въобще разнообразен за малката държава, като в южната част се намира влажната Тераи, а на север се издигат Хималаите. Непал обикновено се разделя и на 3 физико-географски области/екологически пояси, които се редуват от изток на запад и се пресичат от големите речни системи в Непал - планинска, хълмиста и терайска (по името на региона Тераи):
- Планинската област включва най-високите места на Земята. Най-високият връх – Еверест (Джомолунгма), висок 8848,86 m, е разположен на границата с Китай. Осем от десетте най-високи върха се намират в Непал. Кангчендзьонга е третият по височина връх в света и също се намира в Непал, граничейки на изток с индийския щат Сиким. Във всички области обезлесяването е главен проблем, който води до ерозия и унищожаване на екосистемите.
- Хълмистата област (на непали Пахар) граничи с планинската. Надморската височина тук варира от 1000 до 4000 m. Ниските планински вериги Махабхарат Лех и Шивалик преобладават в областта. Хълмистият пояс включва и долината на Катманду (долината, на чието име е наречена и държавата: Непал), която е най-плодородният и урбанизиран район. Въпреки географската изолираност и ограничения икономически потенциал, областта винаги е била политически и културен център на Непал. За разлика от долинната част, земите с надморска височина над 2500 m са слабо населени.
- Терайските равнини, които граничат с Индия, представляват северната част на Индо-Гангската равнина. Те са образувани и се подхранват от три големи реки: Коси, Нараяни и Карнали. Областта се характеризира с горещ и влажен климат.

## История
До 1990 г. Непал е абсолютна монархия, под изпълнителната власт на краля. Изправен пред нарастващото недоволство на хората срещу абсолютната монархия, тогавашният крал Бирендра, се съгласява на мащабни политически реформи, променяйки формата на управление на парламентарна/конституционна монархия. Запазва статута си на държавен глава, а министър-председател се назначава за глава на парламента. Реформата води до нестабилност както в парламента, така и в страната. Правителствата на Непал обикновено са изключително нестабилни; нито едно правителство не се е задържало на власт повече от 2 години от 1991 г. нататък. След 1996 г. избухват много маоистки бунтове. Маоистите се опитват да свалят монархията и да осъществят своята идея за република. Така се разразява гражданска война, която отнема живота на 12 хил. души. На 28 декември 2007 г. временното правителство обявява Непал за федерална демократична република, за да свали монархията. Крал Гянендра става последният непалски крал - монархията е премахната след изборите през април 2008 г. На 28 май (или на 23 май) 2008 г. Непал е обявен официално за федерална република.

Земетресение с магнитуд 7,9 по Рихтер разтърсва Непал на 25 април 2015 година (то е най-силното в Непал от 1980 година дотогава). На 2 май има втори силен трус с магнитуд 5 по Рихтер. Официално броят на жертвите е 6600 души, като 14 040 души са ранени.

## Административно деление
Непал се дели на 14 зони (анчол), които от своя страна се делят на 75 окръга (джила), групирани в 5 региона на развитие. Зоните са:
| - Багмати - Бхери - Гандаки - Дхавалагири - Джанакпур - Карнали - Коси |  | - Лумбини - Махакали - Мечи - Нараяни - Рапти - Сагарматха - Сети |

## Икономика
Природните дадености и екзотичната култура на Непал дават големи надежди за развитие на туризма, но икономическият растеж в този отрасъл е спънат от политическата обстановка в страната. Хълмистият и планински релеф в 2/3 от северната част на страната обаче прави изграждането на пътнотранспортна мрежа и други инфраструктурни съоръжения изключително трудно и скъпо. 4000 km от пътищата са павирани, а в южната част преминава жп линия с дължина 59 km. Авиацията е в по-добро състояние, като в страната има 46 летища, 9 от които са с павирани писти. На 46 души се падат средно 1 телефонна линия. Осигурен е достъпът до интернет на около 100 хил. места, но след обявяването на извънредно положение през 2005 г. услугата е спряна в някои части.

Липсата на природни ресурси и на излаз на море, технологическата изостаналост и гражданската война са пречки пред Непал за нормалното развитие на икономиката ѝ. Непал е една от най-бедните и слабо развити държави в света. Нейното БВП за 2005 г. е около $37 млрд., което прави страната 83-тата най-богата страна в света. Средните доходи на човек са около $1402, което я нарежда на 163-то място в света. Близо 1/2 от населението ѝ живее под прага на бедността. Разпределението на богатството сред народа е подобно на това в много развити и развиващи се държави: първите 10% от домакинствата притежават 30% от националния доход, а последните 10% – малко повече от 10% от него. Първичният сектор дава препитание на 81% от населението и дава около 40% от БВП, във вторичния работят 3% и е около 20% от БВП, а третичният сектор заема около 40% от БВП и дава работа на 16% от работната сила на Непал, която е общо около 10 милиона души. Съществен проблем е липсата на квалифицирана работна ръка. Процентът на безработицата и непълната заетост на работната ръка достига половината от трудоспособната част от населението. Много непалци отиват в Индия, за да търсят работа, и много непалки са продавани в индийски публични домове - около 7000 всяка година. Непал получава около $50 милиона годишно чрез войниците гурки, които служат в индийските и британските войскови части.
Селскостопанската продукция включва производството на ориз, царевица, пшеница, захарна тръстика, кореноплодни растения, мляко и месо от индийски бивол. В промишления сектор главно се обработва селскостопанската продукция, включително юта, захарна тръстика, тютюн и житни растения. Непал изнася предимно килими, дрехи, кожени изделия, юта и зърнени култури, приходите от които възлизат на 568 милиона американски долара. Вносът се състои главно от злато, апаратура и оборудване, петролни продукти и торове на обща стойност $1,419 млрд. Индия (48,8%), САЩ (22,3%) и Германия (8,5%) са страните с най-голям дял в износа. Непал внася от Индия (43%), ОАЕ (10%), Китай (10%), Саудитска Арабия (4,4%) и Сингапур (4%).
Страната получава външни средства от Индия, Китай, САЩ, Япония и Европейския съюз. Бюджетът на правителството е около $665 милиона, а разходите са $1,1 млрд. Инфлацията е спаднала до 2,9%, след като през 90-те години нейното ниво е високо. Много години непалската рупия е обвързана с индийската рупия с постоянен обменен курс 1,6. Дългогодишното икономическо споразумение с Индия помага за укрепване на отношенията между двете страни. След отслабването на контрола върху чуждата валута в началото на 90-те години, черният пазар за нея почти изчезва.

## Население и култура
Населението на Непал е 27 676 547 души по данни от юли 2005 г. Северната планинска област е слабо населена. Преобладаващата част от населението живее в централните части, въпреки че през последните години значителна част от населението мигрира в плодородните Тераи.
Естественият прираст е 2,2%. 39% от населението са на възраст до 15 години, 57,3% са на възраст от 15 до 64 години, и 3,7% са на възраст над 65 години. Средната възраст е 20,07 години (19,91 за мъжете и 20,24 за жените). На всеки 1000 жени се падат 1060 мъже. Средната продължителност на живота е 59,8 години (60,9 за мъжете и 59,5 за жените). Процентът на грамотните е 53,74% (68,51% от мъжете и 42,49% от жените).
Най-голямата етническа група са чхетрите (15,5%). Други етноси включват планинските брамани (12,5), магари (15%), тхару (6,6%), таманги (5,5), невари (5,4%), мюсюлмани (4,2%), ками (3,9%), ядави (3,9%), неопределени (2,8%) и други (32,7%). Непалският е официален език и за 47,8% от населението той е майчин език. Говорят се още маитхили (12,1%, боджпури (7,4%), тару (дагаура/рана) — 5,8%, таманг (5,1%), непалски баса (3,6%), магарски (3,3%), авади (2,4%), неопределен (2,5%) и други (10%).
Преброяването от 2001 г. сочи, че 80,6% от населението изповядва индуизма, 10,7% – будизъм, 4,2% – ислям, 3,6% – кирант и 0,9% имат други вероизповедания. Индуизмът е единствената официална религия в Непал преди той да бъде обявен за светска страна на 18 май 2006 г. (единствената страна, в която е така, по това време). Различията между индуисти и будисти в страната са малки поради общите вярвания - имат едни и същи храмове и почитат общи божества. Будисткото население е концентрирано в източните части и в централната част на Тераи. Будизмът е сравнително разпространен сред неварите и тибето-непалските групи, но сред тях магарите, сунварите и раи попадат под най-силното влияние на индуизма - повече отколкото групите гурунги, лимбу, бутия и такали, които използват будистки свещеници за религиозните си церемонии.